# كوغو (نيويورك)
كوغو (بالإنجليزية: Quogue, New York)‏ هي منطقة سكنية تقع في الولايات المتحدة في مقاطعة سوفولك، نيويورك. يقدر عدد سكانها بـ 967 نسمة ومساحتها 12.9 كم2 وترتفع عن سطح البحر 5 متر.

## أعلام
- بوب فوس
- تيد بيرس
- روبرت ألين